# Światowe Igrzyska Polonijne

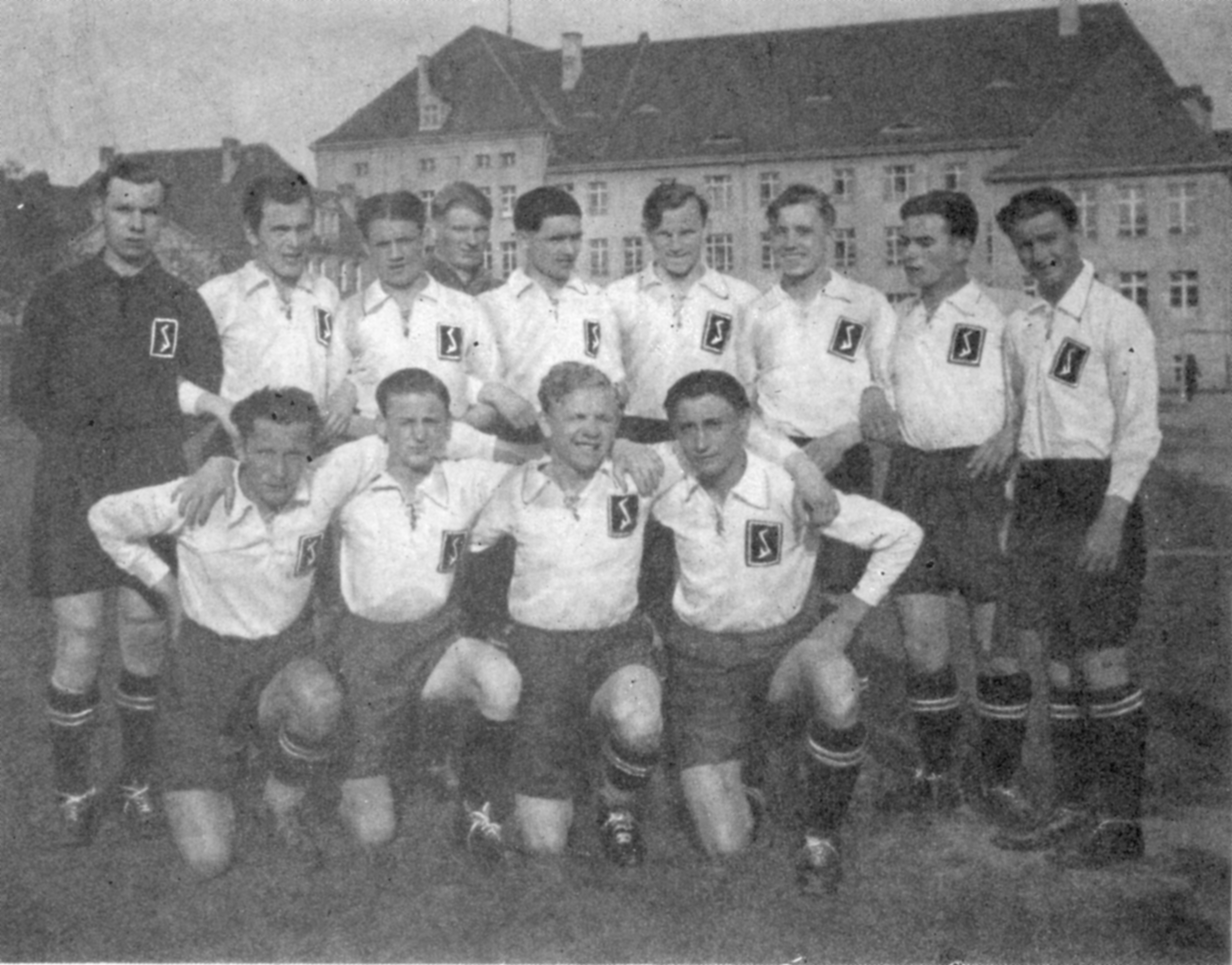
Reprezentacyjna drużyna piłki nożnej Związku Polaków w Niemczech, składała się z uczniów Polskiego Gimnazjum w Bytomiu, wystawiono ją na Polonijne Igrzyska Sportowe w Warszawie w 1934 roku

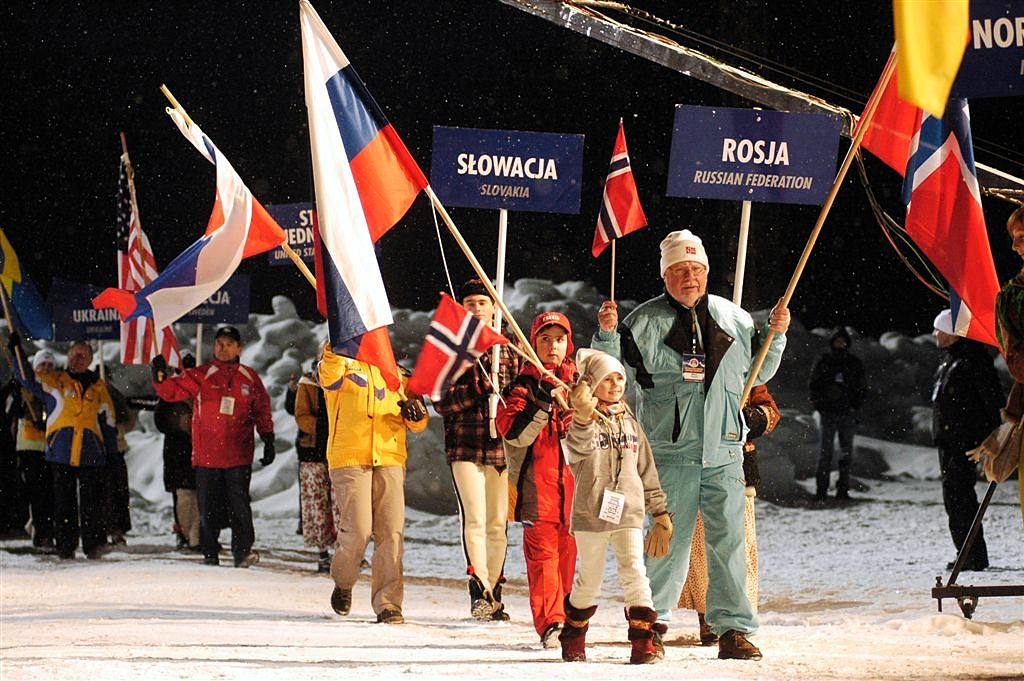
Ceremonia otwarcia VIII Światowych Zimowych Igrzysk Polonijnych w Zakopanem (2010)

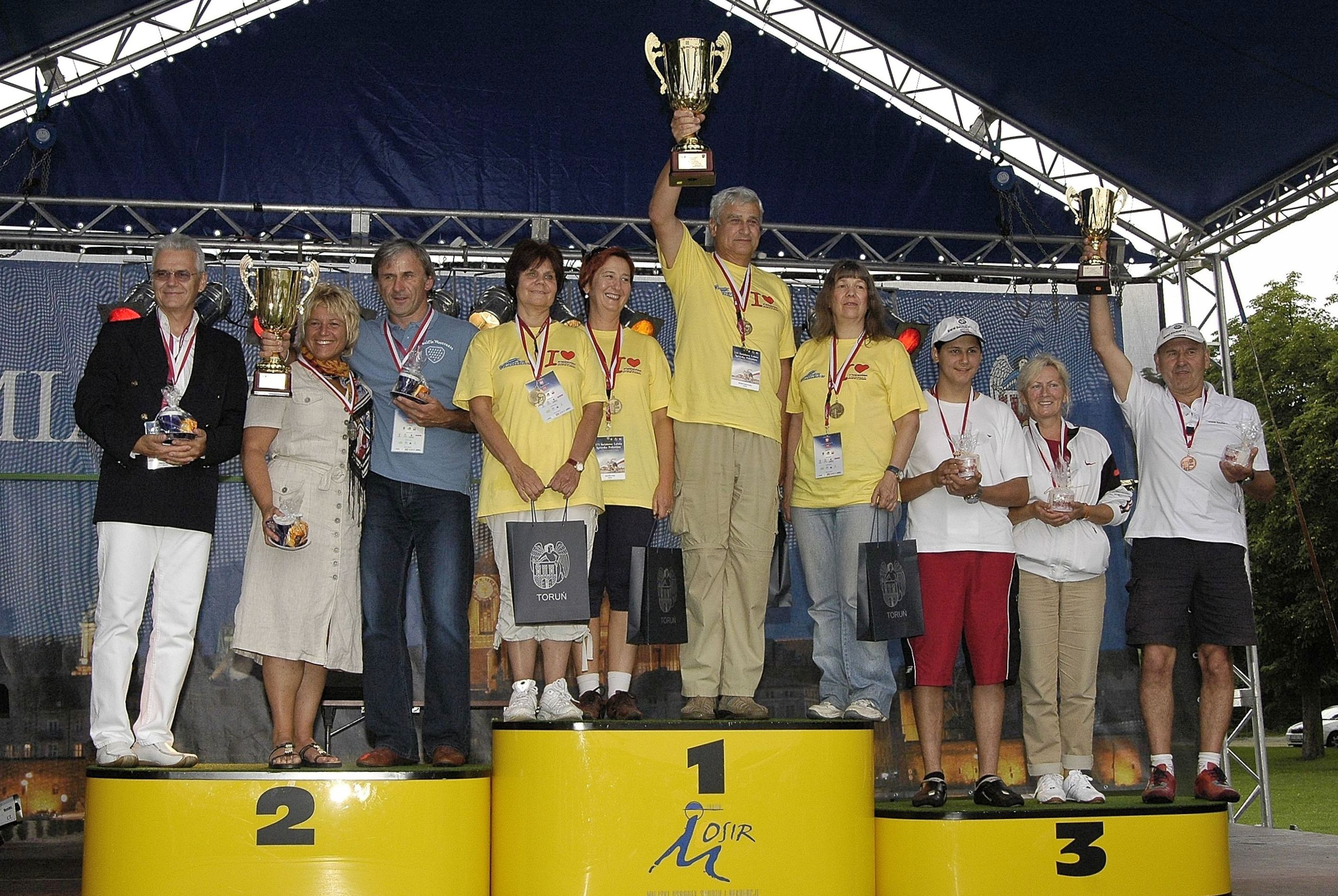
XIV Światowe Letnie Igrzyska Polonijne w Toruniu (2009)

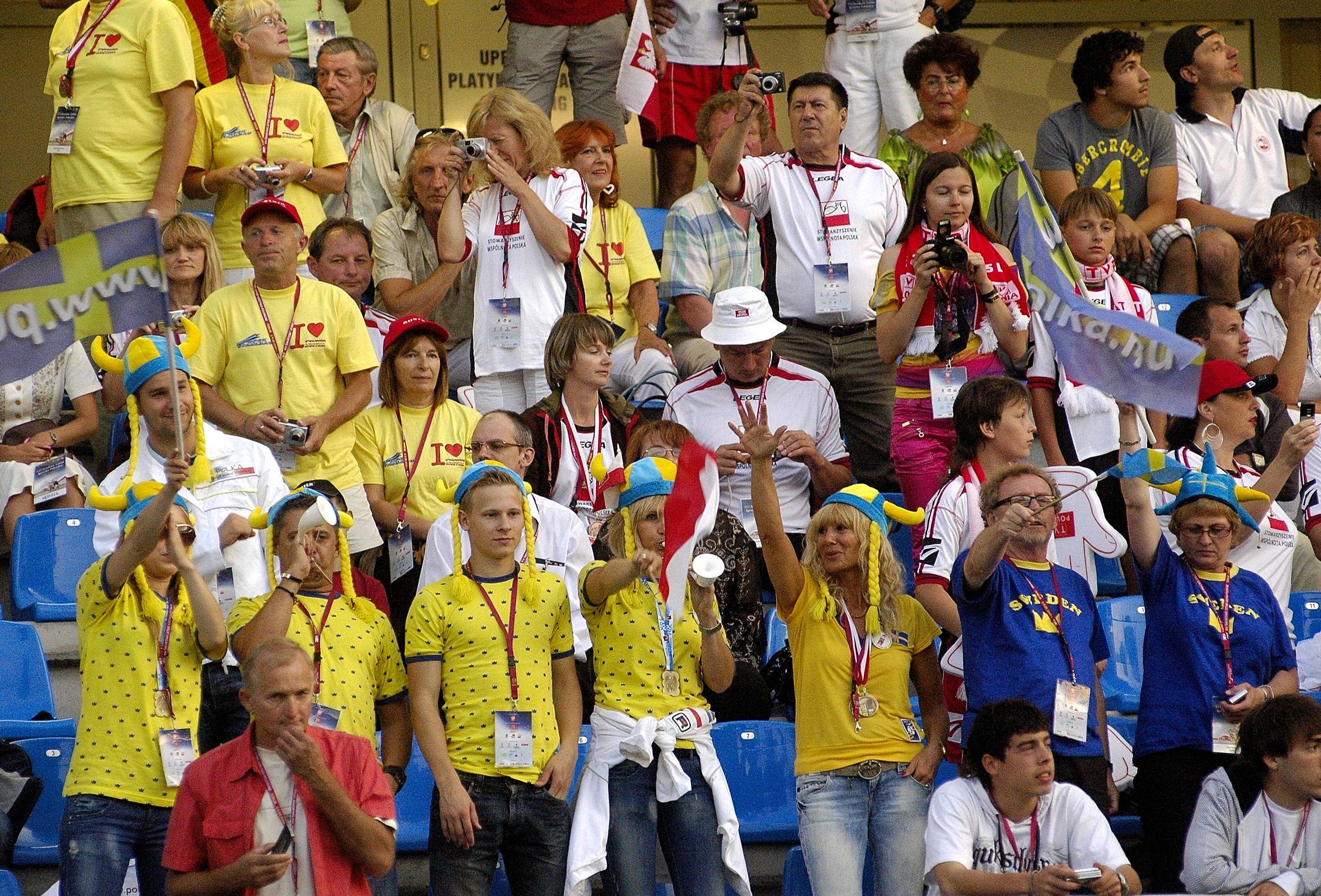
Kibice podczas XIV Światowych Letnich Igrzysk Polonijnych w Toruniu (2009)

Światowe Igrzyska Polonijne – impreza sportowa organizowana od 1934 jako Polonijne Igrzyska Sportowe, co 2 lata w różnych miastach Polski. W zawodach uczestniczą Polacy mieszkający w obcych krajach, reprezentując państwa, w których osiedlili się.
Celem organizowania imprezy jest głównie integracja środowisk polonijnych, zwłaszcza młodzieży i umacnianie ich kontaktów z krajem ojczystym. Na Igrzyska przyjeżdża około 1000 do 1500 zawodników z kilkudziesięciu krajów Europy (w 2007 z 28 krajów). Reprezentowanych jest 21 dyscyplin sportowych.
Od 1986 organizowane są także Zimowe Igrzyska Polonijne.

## Historia
Była organizowana już w okresie międzywojennym. W czasach PRL przywrócona w roku 1974, kiedy to rozegrano II Polonijne Igrzyska Sportowe (Kraków). Kolejne rozegrano w latach: 1977 (Kraków), 1981 (Kraków), 1984 (Warszawa), 1986 (Kraków), 1991 (Kraków),
Od roku 1997 impreza została objęta patronatem przez Aleksandra Kwaśniewskiego. Rozegrano wtedy zawody pod nową nazwą: Światowe Igrzyska Polonijne (Lublin) z zachowaniem jednak ciągłości numeracji, od tej chwili zawody rozgrywane są regularnie, co dwa lata. Od 1997 roku głównym patronem medialnym i współorganizatorem igrzysk jest TV Polonia, a od 2000 roku w organizację włączyła się Wspólnota Polska.
Decyzję o przyznaniu praw organizowania Światowych Igrzysk Polonijnych podejmuje Wspólnota Polska na poprzednich igrzyskach, 2 lata wcześniej. Przedstawiciel wytypowanego do następnej edycji miasta odbiera flagę z rąk aktualnych gospodarzy.
4 sierpnia 2007 podczas zakończenia Igrzysk w Słupsku, na specjalnej uroczystości prezydent Torunia Michał Zaleski, gospodarz Igrzysk w 2009, odebrał flagę Światowych Igrzysk Polonijnych.

### Gospodarze Letnich Światowych Igrzysk Polonijnych
- 1934 – I Polonijne Igrzyska Sportowe – Warszawa
- 1974 – II Polonijne Igrzyska Sportowe – Kraków
- 1977 – III Polonijne Igrzyska Sportowe – Kraków
- 1981 – IV Polonijne Igrzyska Sportowe – Kraków
- 1984 – V Polonijne Igrzyska Sportowe – Warszawa
- 1986 – VI Polonijne Igrzyska Sportowe – Kraków
- 1991 – VII Polonijne Igrzyska Sportowe – Kraków
- 1997 – VIII Światowe Igrzyska Polonijne – Lublin
- 1999 – IX Światowe Igrzyska Polonijne – Lublin
- 2001 – X Światowe Igrzyska Polonijne – Sopot
- 2003 – XI Światowe Igrzyska Polonijne – Poznań
- 2005 – XII Światowe Igrzyska Polonijne – Warszawa
- 2007 – XIII Światowe Igrzyska Polonijne – Słupsk
- 2009 – XIV Światowe Igrzyska Polonijne – Toruń
- 2011 – XV Światowe Letnie Igrzyska Polonijne – Dolny Śląsk
- 2013 – XVI Światowe Letnie Igrzyska Polonijne – Kielce
- 2015 – XVII Światowe Letnie Igrzyska Polonijne – Chorzów, Rybnik, Sosnowiec, Wodzisław Śląski
- 2017 – XVIII Światowe Letnie Igrzyska Polonijne – Toruń[1]
- 2019 – XIX Światowe Letnie Igrzyska Polonijne – Gdynia
- 2021 – XX Światowe Letnie Igrzyska Polonijne – Pułtusk[2]
- 2023 – XXI Światowe Letnie Igrzyska Polonijne – Nysa, Głuchołazy, Wrocław[3]

### Gospodarze Zimowych Światowych Igrzysk Polonijnych[4]
- 1986 – I Światowe Zimowe Igrzyska Polonijne – Zakopane
- 1989 – II Światowe Zimowe Igrzyska Polonijne – Zakopane
- 1992 – III Światowe Zimowe Igrzyska Polonijne – Zakopane
- 2000 – IV Światowe Zimowe Igrzyska Polonijne – Beskidy
- 2002 – V Światowe Zimowe Igrzyska Polonijne – Beskidy
- 2004 – VI Światowe Zimowe Igrzyska Polonijne – Beskidy
- 2006 – VII Światowe Zimowe Igrzyska Polonijne – Beskidy
- 2008 – VIII Światowe Zimowe Igrzyska Polonijne – Śląsk–Beskidy
- 2010 – IX Światowe Zimowe Igrzyska Polonijne – Zakopane
- 2012 – X Światowe Zimowe Igrzyska Polonijne – Śląsk–Beskidy
- 2014 – XI Światowe Zimowe Igrzyska Polonijne – Karkonosze
- 2016 – XII Światowe Zimowe Igrzyska Polonijne – Ustrzyki Dolne
- 2018 – XIII Światowe Zimowe Igrzyska Polonijne – Krynica-Zdrój
- 2020 – XIV Światowe Zimowe Igrzyska Polonijne – Krynica-Zdrój
- 2022 – XV Światowe Zimowe Igrzyska Polonijne – Wisła[5]
- 2024 – XVI Światowe Zimowe Igrzyska Polonijne – Wisła[6]